# Paul Fenwick
Pour les articles homonymes, voir Fenwick.
Paul Fenwick, né le 25 août 1969 à Londres (Royaume-Uni), est un ancien joueur international canadien de soccer ayant évolué au poste de défenseur.